# Elmore’s Werk (Schladern)
Das Elmore’s Werk war ein metallverarbeitendes Unternehmen in Windeck-Schladern und stellte Kupferröhren in einem elektrolytischen Verfahren her. Seit 2013 beherbergt der ehemalige Industriekomplex eine Kulturhalle und ein Bürger- und Kulturzentrum.

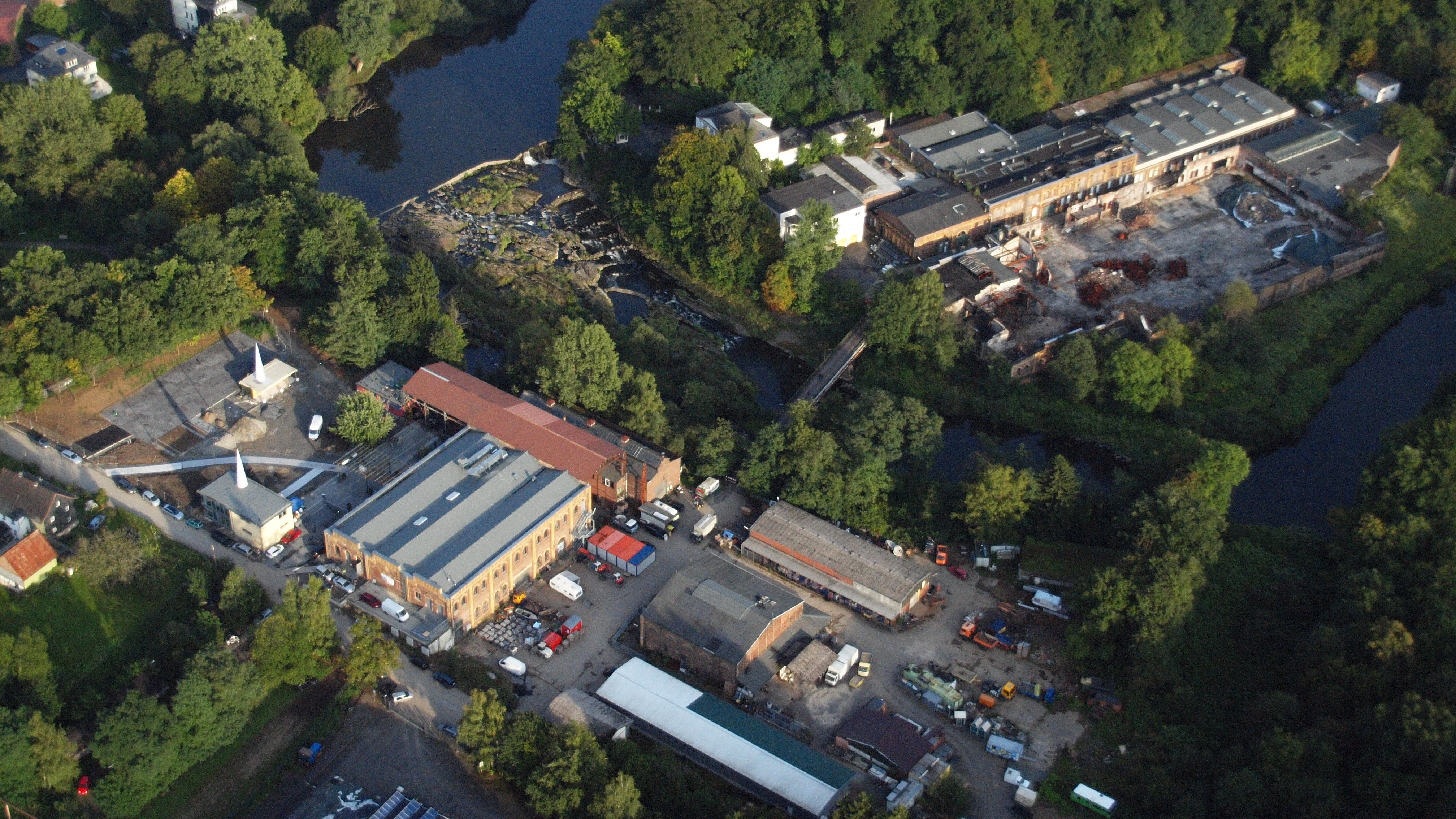
Schladern, Elmore’s Werk 2013

## Alexander Stanley Elmore
Das DRP 59933 über eine entsprechende Erfindung von Alexander Stanley Elmore aus Leeds wurde (mit rückwirkender Gültigkeit ab 19. November 1890) am 26. November 1891 veröffentlicht.
Die englische Muttergesellschaft Elmore’s Patent Copper Depositing Company kaufte über die Elmore’s German Austro Hungarian Patent Copper Depositing Company Limited am 27. Januar 1891 das Werksgelände am Siegfall in Schladern. Verkäufer war der Dresdener Kaufmann Richard Berger. Der Kaufvertrag umschloss bereits bestehende Gebäude mit einem dort stehenden Dampfkessel und zwei Turbinen zur Stromerzeugung, das Recht zur Nutzung der Wasserkraft und eine Konzession für eine Papierfabrik.
Am 7. Oktober 1891 wurde die Elmore’s Metall Actien Gesellschaft mit Sitz in Köln notariell eingetragen (Urkunde 9151). Das Grundkapital betrug eine Million Mark. Vorstand wurde der Londoner Sekretär und Kaufmann Harry Ellis, Prokurist und Betriebsführer Paul Ernst Preschlin.

## Produktionsstätte in Schladern

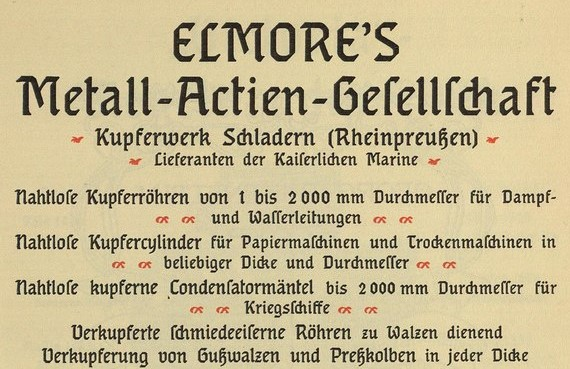
Paris 1900

Anfänglich lief der Absatz für das neue Produkt unbefriedigend, obwohl 1893 der Absatz gegenüber dem Vorjahr verzehnfacht werden konnte. 1894 erhielt das Werk auf der Weltausstellung 1894 in Antwerpen das Diplom d’Honneur. 1896 konnte die Produktion gegenüber dem Vorjahr verdoppelt werden. 1898 wurden die Verkäufe um 50 % gesteigert und erstmals mussten Aufträge abgelehnt werden.
Auf der Weltausstellung 1900 in Paris wurden die Produkte von Elmore’s mit der goldenen Medaille ausgezeichnet.
1902 stellte Elmore’s auf der Düsseldorfer Ausstellung der Rheinisch-Westfälischen Metallindustrie das größte nahtlose Kupferrohr der Welt vor. Es hatte eine Länge von 5 m und 2,5 m Innendurchmesser. Bei einer Wanddicke von 1 cm wog es 3,6 t.
1910 wurde eine werkseigene Brücke über die Sieg errichtet, 1911 erhielt das Werk einen Gleisanschluss an die Siegstrecke.
Am 11. Dezember 1912 wurde Paul Ernst Preschlin ebenfalls Vorstandsmitglied.

### Erster Weltkrieg und Weltwirtschaftskrise
1917 bis Anfang 1919 wurde das Werk von Professor Dr. Schmalenbach zwangsverwaltet. Im Geschäftsbericht 1919 wurde berichtet, dass die Vorkriegsproduktion erst wieder zu einem Sechstel erreicht sei und durch Kursverluste im Auslandsgeschäft 20 Millionen Mark Verlust entstanden sei. Auch die weiteren Jahre brachten keinen schnellen Aufschwung. 1920 brach das Auslandsgeschäft mit den ehemaligen Kriegsgegnern ein, 1921 konnte aufgrund der anhaltenden Trockenheit durch die Sieg nicht genug Strom erzeugt werden und 1922 wurde der Ankauf von Kohle durch die anhaltende Inflation erschwert, die schließlich im Geschäftsjahr 1923 den phantastischen Reingewinn von 468.514.142.392.281.474 Mark erbrachte. Das Unternehmen selber gab in diesem Jahr Notgeldscheine über eine und zwei Millionen Mark heraus.
Am 31. März 1924 schied Paul Ernst Preschlin aus dem Vorstand aus. Zum technischen Leiter wurde O. T. Post ernannt, zum kaufmännischen Direktor Herr Weeber, der auch in den Vorstand aufrückte. Die Goldmark-Eröffnungs-Bilanz vom 20. Juni 1924 wies eine Bilanzsumme von 30.414.956,62 Mark aus. Zum Ausgleich der Verlust-Saldos wurde in einer außerordentlichen Generalversammlung das Aktienkapital von 30 Millionen Mark auf zwei Millionen Goldmark herabgesetzt.
1925 und 1927 kam es zu Streiks im Werk.

### Nationalsozialismus und Zweiter Weltkrieg
Erst ab 1933 besserte sich die wirtschaftliche Lage des Werkes entscheidend, bereits 1938 brach der Aufschwung durch sinkende Exportmöglichkeiten wieder ein. 1939 wurde das Werk als feindliches Vermögen einem gesetzlichen Verwalter unterstellt. Kriegsbedingt musste 1940 auf andere Werkstoffe als Kupfer umgestellt werden.
Ungefähr 1938 wurden direkt in der Nachbarschaft der Fabrik in Schladern  „Auf dem Stein“ beim Stellwerk zwei Baracken gebaut, die grün angestrichen waren. Hier wurden polnische Fremdarbeiter, auch Frauen, untergebracht, die in der Fabrik Elmore’s und in anderen Fabriken in der Nähe (Hermes, Langen) und bei der Bahn arbeiteten. Seit dem Krieg gegen die Sowjetunion kamen dann sowjetische Kriegsgefangene in das Lager, die Zwangsarbeit bei Elmore’s und den obengenannten Werken sowie bei der Bahn (Befestigen der Gleise und des Untergrundes) verrichten mussten. Sie wurden bewacht, litten Hunger und wurden von Nazis, die sie bewachten, mit Peitschen geschlagen, wenn sie sich auf dem Weg zur Arbeit nach Fallobst bückten. Einige Arbeiter der Fa. Langen ließen ihnen manchmal heimlich Lebensmittel zukommen. Bei Elmore’s war vermutlich keine Unterstützung durch die Arbeiter möglich, da über dem Werk „ein braunes Tuch hing“. In den Baracken waren ungefähr 100 Kriegsgefangene untergebracht.
Am 12. November 1943 wurde die Hermann Weeber-Unterstützungseinrichtung der Firma Elmore’s Metall A.G., Schladern gegründet. Sie diente der Unterstützung von (ehemaligen) Angehörigen des Werkes und deren Familien bei Hilfsbedürftigkeit, Berufsunfähigkeit und im Alter.
1944 beschlagnahmte das Militär einen Teil der Anlage als Reparaturwerkstatt für Motoren. Das Werk selber baute einen Luftschutztunnel in dem angrenzenden Felshang. Zu Kriegsende, am 27. März 1945 sprengte die sich zurückziehende Wehrmacht die errichtete Siegbrücke, am 6. April wurde Schladern von den Amerikanern besetzt.

### Nachkriegszeit
Nach Kriegsende unterlag die Firma als Auslandsvermögen der Aufsicht der Militärregierung. Am 22. Dezember 1945 wurde der Vorstand als Vermögensverwalter bestellt. Ab dem 1. April 1946 durfte wieder produziert werden, es konnten aber nur ein Zehntel der Anlage genutzt werden. Ab dem 1. Juli 1947 wurde die Produktionsgenehmigung erweitert und es durften galvanische und gedrehte Kupferrohre sowie Zinklegierungshalbzeug produziert werden. 1950 wurden die Verfügungsbeschränkungen MRG 52 und 53 für Auslandsbesitz außer Kraft gesetzt.
Ab dem 28. September 1962 gingen alle Elmore’s-Aktien in den Besitz des Kupfer- und Messingwerkes in Osnabrück. Am 18. Juni 1963 beschloss die Hauptversammlung die Umwandlung der Aktiengesellschaft in eine GmbH als Elmore’s Metall-Gesellschaft mit beschränkter Haftung mit Sitz in Windeck-Schladern.
Ab dem 31. Dezember 1966 wurde das Werk an die Kabel- und Metallwerke Gutehoffnungshütte Aktiengesellschaft aus Hannover verpachtet, die es auf eigenen Namen betrieb und mit Beschluss vom 5. Dezember 1969 übernahm. Am 31. März 1995 wurde die Produktion in Schladern eingestellt und das Werk geschlossen.

## Kulturzentrum kabelmetal

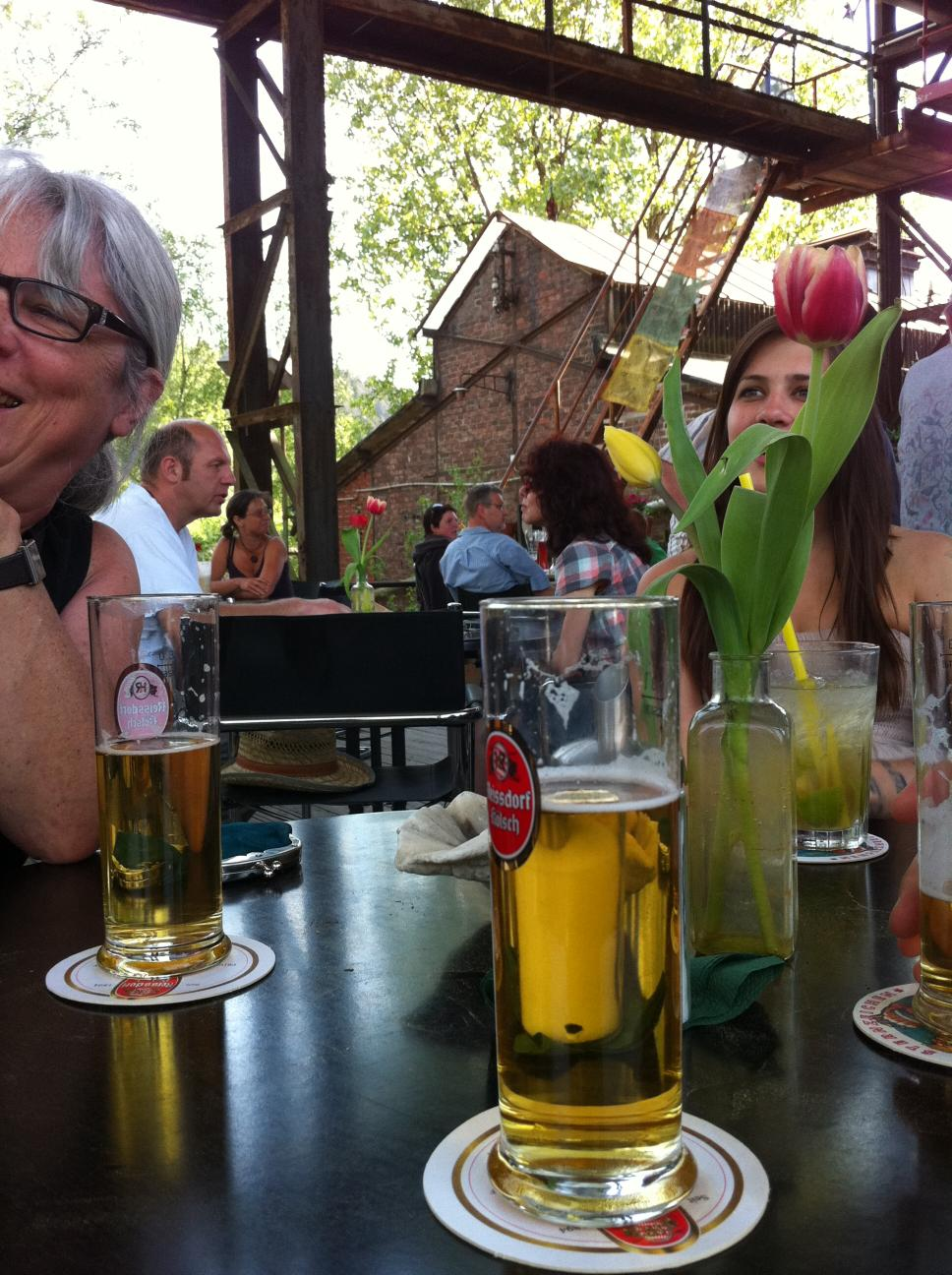
Heutiger Biergarten – Elmores

Die ehemalige Versandhalle wurde 2013 als Regional-Projekt in Kooperation von Bürgerstiftung Windeck, der Gemeinde Windeck und dem Energiepark am Wasserfall zum Bürger- und Kulturzentrum kabelmetal ausgebaut, zu dem auch ein Biergarten gehört.
Ein Teil der Räumlichkeiten und des Geländes ist an einige Handwerks- und Gewerbebetriebe vermietet. An die produktive Zeit des Elmore’s Werks erinnert die Elmoresstraße in Schladern und die Preschlinallee in Windeck-Mauel.

## Quelle
- Jahrbuch des Rhein-Sieg-Kreises 1998, Rheinlandia-Verlag Siegburg, ISBN 3-931509-38-9, S. 135 ff., Heinz Patt: Das Elmore’s Werk in Schladern – Aus der Geschichte des Unternehmens 1893–1950
- Extra Blatt Eitorf-Windeck, 7. September 2011